# Niederbüren
Niederbüren – miejscowość i gmina w Szwajcarii, w kantonie St. Gallen, w okręgu Wil. Leży nad rzeką Thur. 

## Demografia
W Niederbüren mieszka 1 517 osób. W 2021 roku 10,1% populacji gminy stanowiły osoby urodzone poza Szwajcarią.  

## Transport
Przez teren gminy przebiega droga główna nr 444.